# Palazzo Chauvet

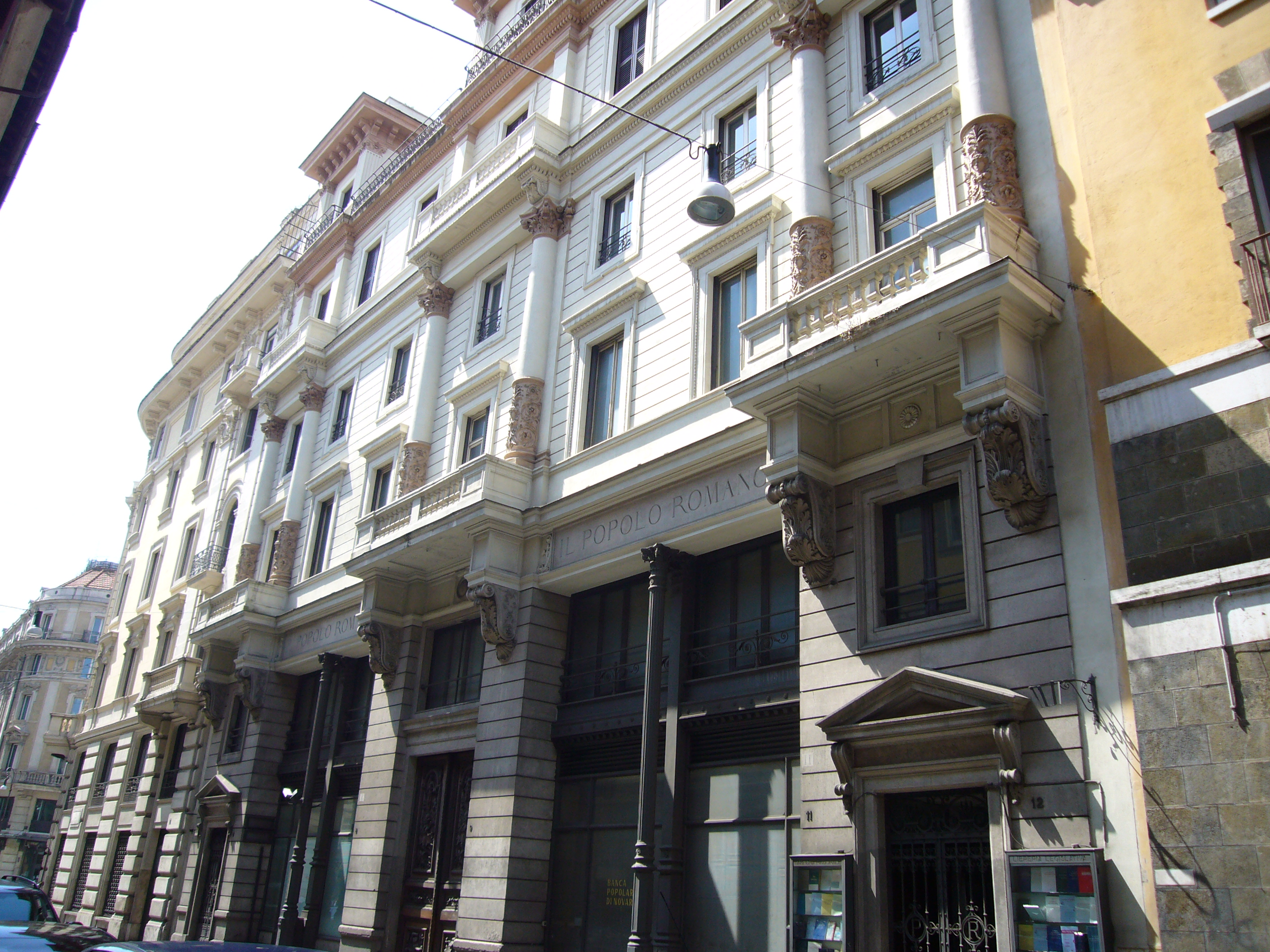
Fachada do palácio.

Palazzo Chauvet é um palácio racionalista localizado no número 2/12 da Via dei Due Macelli, no rione Colonna de Roma.

## História
O palácio foi construído em 1886/1887 pelo arquiteto Giulio De Angelis, considerado uma "expressão da arquitetura em ferro" e uma das primeiras manifestações do racionalismo. O edifício foi sede da revista Cronaca Bizantina, fundada por Angelo Sommaruga, responsável por reacender o interesse pela literatura italiana no final do século XIX. Ali trabalharam Giosuè Carducci, Luigi Capuana, Edmondo De Amicis, Giovanni Verga, Cesare Pascarella, Giovanni Pascoli e muitos outros. O título da publicação revelava aberta o escopo da revista, que se colocava contra a classe dirigente da nova capital do Reino da Itália. O edifício também abrigou a "Domenica Letteraria", comandada por Ferdinando Martini. No palácio aparece escrito duas vezes "Il Popolo Romano", um jornal sediado ali por algumas décadas e que foi dirigido até o final de 1918 pelo jornalista Constanzo Chauvet (que emprestou seu nome ao edifício).